# 黃洽 (乾隆進士)
黃洽（?—?），字融之，號杏江，山西絳州人，清朝政治人物。
乾隆五十八年（1793年）進士，選翰林院庶吉士，散館改主事。官至湖南衡州府知府。